# Blair Betts
Blair Betts, född 16 februari 1980 i Edmonton, Alberta, Kanada, är en kanadensisk professionell ishockeyforward som spelar för Philadelphia Flyers i NHL.
Betts valdes av Calgary Flames som 33:e spelare totalt i NHL-draften 1998 och spelade för Flames fram till och med 2004 då han flyttade över till New York Rangers organisation. Betts skrev på för Philadelphia Flyers i oktober 2009 efter ett lyckat provspel för Flyers under deras årliga träningsläger.